# Anarta virginalis
Anarta virginalis là một loài bướm đêm trong họ Noctuidae.